# Андреа Дворкин
Андреа Рита Дворкин (енгл. Andrea Rita Dworkin; Камден, 26. септембар 1946 — Вашингтон, 9. април 2005) била је америчка радикална феминистичка активисткиња и списатељица.
Најпознатија је по анализи порнографије, иако је позната по својим феминистичким радовима, почевши од 1974, последњих 30 година. Написала је преко десет самосталних дела: девет књига публицистике, два романа и збирке приповедака. У коауторству са америчким професором уставног права и феминистичком активисткињом, Кетрин А. Мекинон је написала или уредила још три дела.
Њена анализа и оштра критика порнографије је окарактерисала као непомирљиву са појмом слободе – ,осим ако се слобода не посматра као право мушкараца да силују и проституишу жене.
Централна тема рада Андрее Дворкин је превредновање западног друштва, културе и политике. Учинила је то кроз призму сексуалног насиља мушкараца над женама у контексту патријархата. Писала је о широком спектру тема, укључујући животе жена као што су Јованка Орлеанка, Маргарет Папандреу, и Никол Браун Симпсон. Анализирала је књижевност Шарлот Бронте, Џина Риса, Лава Толстоја, Кобо Абеа, Тенесија Вилијамса, Џејмса Болдвина и Исака Башевиса Сингера. Унела је сопствену радикалну феминистичку перспективу у своје проучавање предмета историјски написаних или описаних са мушке тачке гледишта. Тако је писала о бајкама, хомосексуалности, лезбејству, невиности, антисемитизму, Израелу, холокаусту, биолошкој супериорности и расизму. Она је испитала премисе фундаменталних концепата као што су слобода медија и грађанске слободе. Теоретизирала је сексуалну политику интелигенције, страха, храбрости и интегритета. Описала је политичку идеологију мушке надмоћи која се манифестује и конституише силовањем, злостављањем, проституцијом и порнографијом.
Током њеног живота написане су две књиге које су анализирале рад Андрее Дворкин. Прва књига је Андреа Дворкин Џеремија Марка Робинсона која је објављена 1994. Друга је Без извињења: Уметност и политика Андрее Дворкин коју је написала Синди Џенефски, објављена 1998. После смрти Андрее Дворкин, неколико њених радова, као и дела о њој, објављено је постхумно. Џон Столтенберг 2015. продуцирао је представу Последице након што је пронашао њен необјављени текст, који је адаптирао за сцену. Антологија њеног рада Last Days at Hot Slit објављена је 2019. Године 2020. објављен је документарни филм о њој Зовем се Андреа, Пратибе Пармар, а објављена је и њена биографија Андреа Дворкин: Феминисткиња као револуционарка Мартина Дубермана.

## Биографија

### Рани живот
Андреа Дворкин је рођена 26. септембра 1946. године у Камдену, Њу Џерси. Њени родитељи су били Хари Дворкин и Силви Шпигел. Њен отац је био унук руског Јеврејина који је побегао из Русије са 15 година да би избегао војну службу, а њена мајка је била дете јеврејских имиграната из Мађарске. Имала је млађег брата Марка. Њен отац је био школски учитељ и одани социјалиста. Андреа Дворкин је рекла да је њен отац инспирисао њену страст за социјалном правдом. Њен однос са мајком је био напет. Дворкин је касније написала да је веровање њене мајке у легалну контрацепцију и абортус, "давно пре него што су то била прихваћена уверења", инспирисало њен каснији активизам.
Иако је сама описала одрастање у јеврејској породици у којој је на много начина доминирало сећање на Холокауст, њено детињство је било срећно све до њене девете године, када ју је непознати мушкарац злостављао у биоскопу. Када је имала десет година, њена породица се преселила из града у предграђе Cherry Hill, Њу Џерзи (тада познато као Delaware Township), где је касније написала да је "искусила да су је отели ванземаљци и одвели у казнену колонију". У шестом разреду је кажњена јер је одбила да пева "Тиху ноћ" (као Јеврејка је осећала да је у школи терају да пева хришћанске верске песме).
Нисам била религиозни фанатик; само нисам хтела да будем омаловажавана, а била ми је позната и свиђала ми се одвојеност цркве и државе, знала сам да нисам хришћанка и да не штујем Исуса. Знала сам чак и о склоности хришћана да убијају Јевреје, што је учврстило моју одлуку.
У шестом разреду основне школе, Дворкин је почела да пише поезију и белетристику. Тада је била неодлучна да ли да постане адвокат или писац. Међутим, због њеног интересовања за абортус у то време, одлучила је да пише јер је то могла да "ради сама у соби" и "нико ме није могао зауставити". Током средње школе је много читала, на шта су је подстицали родитељи. На њу су посебно утицали Артур Рембо, Шарл Бодлер, Хенри Милер, Фјодор Достојевски, Че Гевара и песници Бита, посебно Ален Гинсберг, а међу писце којима се највише дивила уврстила је Жана Женеа, Персија Бишеа Шелија и лорда Бајрона. Дипломирала је 1964. године у садашњој средњој школи Cherry Hill West.

### Факултет и рани активизам
Као бруцош на Бенингтон колеџу 1965. године, Дворкин је ухапшена током протеста против рата у Вијетнаму испред Мисије Сједињених Држава при Уједињеним нацијама. Послата је у њујоршку женску притворску кућу, познату по смештају познатих левичарских жена. Након што је писала комесарки за криминал Ани Крос, Дворкин је сведочила да је била подвргнута грубом прегледу у притвору, због чега је данима крварила. Она је јавно говорила и сведочила пред великом поротом о свом искуству, а медијско извештавање о њеном сведочењу постало је домаћа и међународна вест. Велика порота је одбила да подигне оптужницу, али сведочење Андрее Дворкин је допринело негодовању јавности због малтретирања затвореника. Седам година касније, затвор је затворен.
Убрзо након сведочења пред великом поротом, Дворкин је напустила Бенингтон колеџ и отишла да живи у Грчку. Путовала је Оријент експресом од Париза до Атине. Отишла је да живи и пише на острво Крит. Током свог боравка на Криту, написала је серију песама под насловом (Вијетнамске) варијације, збирку песама и песама у прози које је штампала на острву у књизи Child (Дете). Тамо је такође написала роман о магичном реализму под називом Notes on Burning Boyfriend (Белешке о запаљеном дечаку) - референца на Нормана Морисона, пацифисту који се запалио у знак протеста против рата у Вијетнаму. Написала је и неколико песама и дијалога, које је ручно штампала по повратку у Сједињене Државе; ово је постала књига Morning Hair (Јутарња коса) (1967).
После Крита, Дворкин се вратила на Бенингтон колеџ. Тамо је наставила да студира књижевност и учествовала у разним кампањама против студентског кодекса понашања, за контрацепцију у кампусу, за легализацију абортуса, као и против рата у Вијетнаму. Дипломирала је књижевност 1968. године. Тих година објавила је две књиге поезије Дете (1965) и Јутарња коса (1967).

### Живот у Холандији
Након што је дипломирала, Дворкин се преселила у Амстердам да интервјуише холандске анархисте покрета Провоси. Покрет Провоси је користио позоришне уличне догађаје да промовише промене. Док је била тамо, започела је везу са Корнелијусом (Иван) Дирком де Бруином, једним од анархиста. Убрзо након што су се венчали, рекла је да је де Бруин почео озбиљно да је узнемирава. Каже да ју је ударао песницама и ногама, палио цигаретама, ударао дрвеном гредом по ногама и главом о под док се није онесвестила.
Након што је напустила Де Бруина крајем 1971. године, Дворкин је рекла да је њен бивши муж наставио да је напада, уходи, малтретира, туче и прети јој кад год би пронашао њено скровиште. У то време Дворкин није имала средстава за живот, живела је као бескућник, хиљадама километара удаљена од породице. Касније је написала да је приметила да је "често живела животом бегунца, осим што је то био очајнији живот претучене жене која је последњи пут побегла, без обзира на исход". Због сиромаштва, Дворкин је неко време била принуђена да се бави проституцијом. Рики Абрамс, феминисткиња и исељеница, склонила је Дворкин у њен дом и помогла јој да пронађе смештај у чамцима, на фармама и у напуштеним зградама. Дворкин је покушао да прикупи новац за повратак у Сједињене Државе.
Абрамс је упознала Дворкинову са раним текстовима радикалног феминизма из Сједињених Држава. Дворкинову су посебно инспирисале књиге Сексуална политика Кејт Милет, Дијалектика секса Шуламит Фајерстоун и Сестринство је моћно Робин Морган. Дворкин и Абрамс су почеле да раде заједно на "раним деловима" радикалног феминистичког текста о мизогинији у култури и историји, укључујући поглавља о порнографском контракултурном часопису Suck.
Године 1972. Дворкин се вратила у Сједињене Државе. Дворкин је требало да прокријумчари актовку хероина у замену за 1.000 долара и авионску карту. Мислила је да ће се, ако успе, вратити кући са картом и новцем, а ако не успе, завршиће у затвору, али безбедна од злостављања бившег мужа. Договор са актовком је пропао. Међутим, особа која је Дворкиновој обећала новац дала јој је авионску карту.
Пре него што је напустила Амстердам, Дворкин је разговарала са Рики Абрамс о њеним искуствима у Холандији, феминистичком покрету у настајању и књизи коју су заједно почеле да пишу. Дворкин је пристала да доврши књигу — коју је назвала Woman Hating (Мржња према жени). У својим мемоарима, Дворкин пише да се током тог разговора заклела да ће свој живот посветити феминистичком покрету.

### Повратак у Њујорк и контакт са феминистичким покретом
У Њујорку, Дворкин поново ради као организатор антиратних протеста. Учествовала је у демонстрацијама за лезбејска права и против апартхејда у Јужној Африци. Феминистичка песникиња Мјуријел Рукејсер ангажовала ју је као асистентицу (Дворкин је касније рекла: "Била сам најгора асистенткиња у историји света. Али Мјуријел ме је задржала јер је веровала у мене као писца.") Такође се придружила феминисткињи група за подизање свести  и убрзо се укључила у радикално феминистичко организовање, фокусирајући се на кампање против мушког насиља над женама. Поред свог писања и активизма, Дворкин је постала позната и као говорница. Углавном је говорила на догађајима које су организовале локалне феминистичке групе. Њени говори су били страствени, бескомпромисни, изазивали су јака осећања и код присталица и код критичара, и инспирисали њену публику на акцију. Неки од њених најпознатијих говора укључују онај на маршу Take Back the Night Преузмимо нић у новембру 1978. и говор 1983. године на регионалној конференцији Средњег запада Националне организације за мушкарце за промене (сада Национална организација за мушкарце против сексизма) под називом Желим примирје без силовања од 24 сата.

### Веза са Џоном Столтенбергом
Дворкин је 1974. године упознала Џона Столтенберга када су обоје демонстративно напустили читање поезије у Гринич Вилиџу због мизогиног материјала. Постали су блиски пријатељи и на крају су живели заједно. Столтенберг је почео да пише серију есеја, књига и чланака који испитују мушкост и мушкост из радикалне феминистичке перспективе. Иако је Дворкин јавно написала: "Волим Џона свим срцем и душом", а Столтенберг је Дворкинову описао као "љубав мог живота", она је наставила да се јавно идентификује као лезбејка, а он као геј. Дворкин и Столтенберг венчали су се 1998. године. Након њене смрти, Столтенберг је рекао: "Зато никоме нисмо рекли да смо се венчали, јер су људи збуњени око тога. Они мисле, о, она је твоја. А ми једноставно нисмо желели те глупости." 

### Каснији живот
Од 1974. године до 1983. године Дворкин је опширно писала и написала четири књиге у којима је развила целу своју тезу о пракси, значењу и функцији патријархалног, мизогиног насиља. Године 1977. постала је сарадник Женског института за слободу штампе. У петнаестогодишњем периоду од 1985. до 1997. године објавила је још осам књига: три са Кетрин А. Мекинон као коаутором или уредником и две збирке необјављених есеја и говора. Њене последње две књиге објављене су почетком 2000-их, потоњи су мемоари.
Дворкин је била снажан противник председника Била Клинтона и Хилари Клинтон током скандала са Моником Левински. Дворкин је подржала Левински.
У јуну 2000. је објавила књигу Scapegoat: The Jews, Israel, and Women's Liberation (Жртвено јагње: Јевреји, Израел и ослобађање жена). У њој Дворкин је угњетавање жена упоредила са прогоном Јевреја. Она је разговарала о сексуалној политици јеврејског идентитета и антисемитизму и позвала на успостављање женске домовине као одговор на угњетавање жена.
Истог месеца, Дворкин је објавила чланке у New Statesman и The Guardian у којима се наводи да ју је један или више мушкараца силовао у њеној хотелској соби у Паризу годину дана раније, стављајући ГХБ у њено пиће да би је онеспособио. Њени чланци изазвали су јавну контроверзу након што су писци као што су Кетрин Бенет и Џулија Грејсен објавили сумње у њену причу, поларизујући мишљење између скептика и присталица као што су Кетрин Мекинон, Кетрин Вајнер   и Глорија Стајнем. Емоционално крхка и лошег здравља, Дворкин се у великој мери повукла из јавног живота две године након чланака.
Године 2002. Дворкин је објавила своју аутобиографију, Heartbreak: The Political Memoir of a Feminist Militant (Слом срца: Политички мемоари милитантне феминисткиње). Убрзо је поново почела да говори и пише, а у интервјуу 2004. са Џули Биндел је рекла: "Мислила сам да сам завршила, али осећам нову виталност. Желим да наставим да помажем женама." Објавила је још три чланка у The Guardian-у и започела рад на новој књизи, Writing America: How Novelists Invented and Gendered a Nation, о улози романописаца као што су Ернест Хемингвеј и Вилијам Фокнер у развоју америчких политичких и културних идентитета, који су остали недовршени.

### Болест и смрт
Током последњих година свог живота, Дворкин је била лошег здравља. У својој најновијој колумни за The Guardian, открила је да је последњих неколико година била слаба и готово осакаћена због своје тежине и тешког остеоартритиса у коленима. Убрзо по повратку из Париза 1999, хоспитализована је са високом температуром и крвним угрушцима у ногама. Неколико месеци након што је пуштена из болнице, подвргнута је операцији да јој колена замене титанијумским и пластичним протезама. Написала је: "Доктор који ме најбоље познаје каже да остеоартритис почиње много пре него што осакати — у мом случају, вероватно зато што сам била бескућница, или сексуално злостављана, или тучена по ногама, или због своје тежине. Џон, мој партнер, криви Scapegoat (Жртвовање), студију о јеврејском идентитету и ослобођењу жена за коју ми је требало девет година да напишем; то је, каже, књига која ми је украла здравље. Кривим силовање дрогом које сам доживела 1999. у Паризу."  На питање у једном интервјуу како би волела да је памте, рекла је: "У музеју, када је мушка надмоћ мртва. Волела бих да мој рад буде антрополошки артефакт из изумрлог, примитивног друштва."  Умрла је у сну ујутру 9. априла 2005. у својој кући у Вашингтону. Касније је утврђено да је узрок смрти био акутни миокардитис. Имала је 58 година.

## Анти-порнографски активизам
Дворкин је позната као феминистичка говорница, списатељица и активисткиња против порнографије. У фебруару 1976. преузела водећу улогу у организовању Snuff јавних скупова у Њујорку, а током јесени придружила се Адријен Рич, Грејс Пејли, Глорија Стајнем, Шере Хите, Лоис Гулд, Барбара Деминг, Карла Џеј, Лети Котен Погребин, Робин Морган, и Сузан Браунмилер у покушају да се формира радикална феминистичка група за борбу против порнографије. Чланови ове групе су 1979. године основали Жене против порнографије, али је већ тада Дворкин почела да се дистанцира од групе због разлика у приступу. Говорила је на првом маршу Take Back the Night у новембру 1978. и придружила се маршу кроз кварт црвених светала у Сан Франциску у коме је учествовало 3.000 жена.
Године 1981. Дворкин је објавила књигу Pornography: Men Possessing Women (Порнографија: Мушкарци поседују жене), у којој анализира савремену и историјску порнографију као дехуманизирајућу индустрију која мрзи жене. Дворкин тврди да је порнографија дубоко повезана са насиљем над женама, кроз производњу (злостављањем жена које су у њој глумиле) друштвених последица њеног конзумирања. Она сматра да порнографија подстиче мушкарце да еротизирају доминацију, понижавање и злостављање жена. Дворкин такође у овој књизи тврди да је омаловажавање жена уграђено у језичке норме.

### Уредба против порнографије о грађанским правима
Године 1980. Линда Бореман (која се појавила у порнографском филму Дубоко грло као "Линда Лавлејс") је јавно изјавила да ју је њен бивши муж Чак Трејнор тукао и силовао, те ју је терао да снима тај и друге порнографске филмове. Бореман је своје оптужбе објавила на конференцији за новинаре, у пратњи Дворкинове, феминистичке адвокатице Кетрин Мекинон и чланица Жене против порнографије. После конференције за штампу, Дворкин, Мекинон, Глорија Стајнем и Бореман су почели да расправљају о могућности коришћења савезног закона о грађанским правима да траже одштету од Трејнора и аутора Дубоког грла. Бореман је био заинтересован, али је одустао након што је Стеинем открио да је прошао рок застарелости могуће тужбе.
Дворкин и Мекинон су, међутим, наставили да расправљају о парницама за грађанска права као могућем приступу борби против порнографије. У јесен 1983. год , МацКиннон је дозволио Дворкину да предаје на Универзитету у Минесоти један семестар. Дворкин је предавала књижевност у женским студијама, а са Мекиноном на међудепартманском курсу о порнографији, где су детаљно описали приступ грађанским правима. На наговор активиста заједнице у јужном Минеаполису, град Минеаполис, на наговор локалних активиста, ангажовао је Дворкина и Мекинона да израде анти-порнографску уредбу о грађанским правима као амандман на уредбу о грађанским правима града Минеаполиса.
У амандману се порнографија дефинише као кршење грађанских права жена. Такође је омогућио женама које су тврдиле да су оштећене порнографијом да туже произвођаче и дистрибутере пред грађанским судом за накнаду штете. Градско веће Минеаполиса усвојило је закон два пута, али је градоначелник Дон Фрејзер оба пута ставио вето. Сматрао је да је текст уредбе превише нејасан. Друга верзија уредбе донета је у Индијанаполису, Индијана, 1984. године, али као неуставан, јер није у складу са Првим амандманом. Амандман је одбацио Седми окружни апелациони суд у предмету American Booksellers v. Hudnut. Дворкин је наставила да подржава приступ грађанским правима у свом писању и активизму. Подржавала је феминисткиње против порнографије које су касније организовале кампање у Кембриџу, Масачусетс (1985), и Белингему, Вашингтон (1988) како би донеле верзије уредби о иницијативи бирача.

## Утицај
Андреа Дворкин је постала један од најутицајнијих писаца и гласноговорница америчког радикалног феминизма током касних 1970-их и 1980-их. Она је окарактерисала порнографију као индустрију штетне објективизације и злоупотребе, а не као област метафизичке фантазије. Говорила је о проституцији као систему експлоатације и сношају као кључном месту интимне подређености у патријархату . Њена анализа и писање утицали су и инспирисали рад савремених феминисткиња као што су Кетрин Мекинон, Глорија Стајнем, Џон Столтенберг, Ники Крафт, Сузан Кол и Ејми Елман. Ребека Трејстер је изјавила да је књига Андрее Дворкин Интерцоурс била једна од књига која је инспирисала њену књигу Гоод анд Мад  из 2018. Међутим, у својој књизи Зашто нисам феминисткиња: феминистички манифест, Џеса Криспин из 2017. замерио савременим феминисткињама што су напустиле Дворкиново дело.
Бескомпромисне позиције Андрее Дворкин и моћан стил писања и говора, које је Роберт Кембел описао као „апокалиптичне“, довели су до њеног честог поређења са другим говорницима као што су Малколм Икс (Робин Морган, Сузи Брајт, и други). Глорија Штајнем је више пута упоређивала стил Андрее Дворкин са стилом библијских пророка.
Критикујући оно што је описала као вредности мушког супрематизма изражене међу конзервативцима, либералима и радикалима, она је ипак била у контакту са све три групе. Изашла је из покрета које су предводили левичари, као што је протест против рата у Вијетнаму или када је била активна у Покрету за ослобођење хомосексуалаца. Обратила се либералним мушкарцима по питању силовања. Говорила је и писала о политички конзервативним женама, што је резултирало публикацијом Десничарска жене. Сведочила је на саслушању Комисије Меесе о порнографији док је државни тужилац Едвин Мис служио социјално конзервативном председнику Роналду Регану.

## Критика
Дискурзивни стил Андрее Дворкин, заједно са антипатијом према њеним ставовима, довео је до оштро поларизирајуће дебате. Гледано је на њу са подсмехом Кетрин А. Мекинон је 1992. написала: "Људи мисле да Андреа мрзи мушкарце, називају је фашистом и нацистом – посебно америчка левица, али то се не може открити у њеном раду". Иако су често поларизовани међу левицом, ставови Андрее Дворкин су такође били подељени у конзервативним круговима, што је изазвало и похвале и осуде од десничарских критичара. Након њене смрти, конзервативни геј писац и политички коментатор, Ендрју Саливан, тврдио је да су "многи на социјалној десници волели Андреу Дворкин. Као и Дворкин, њихов основни импулс када виде да људска бића живе слободно јесте да покушају да контролишу или зауставе њих - за њихово добро. Попут Дворкина, они су ужаснути мушком сексуалношћу и виде мушкарце као проблем који треба припитомити. Попут Дворкинове, они верују у моћ државе да цензурише и принуди сексуалне слободе. Попут Дворкинове, они на огромну нову слободу коју су жене и хомосексуалци стекли од 1960-их гледају као на ужасан развој за људску културу". Либертаријанска / конзервативна новинарка Кети Јанг се жалила на „бељење” феминистичких читуља за Дворкину, тврдећи да су позиције Андрее Дворкин очигледно мизандристичке, сугеришући да је Дворкин заправо луда, критикујући оно што је тзв. "Деструктивно наслеђе" Андрее Дворкин и описала Дворкинову као "тужног духа" којег феминизам треба да истера.
Друге феминисткиње су, међутим, објавиле симпатичне или слављеничке споменице на интернету и у штампи. Кетрин А. Мекинон, Дворкинова дугогодишња пријатељица и сарадница, објавила је колумну у The New York Times у којој слави оно што је описала као "блиставу књижевну и политичку каријеру Андрее Дворкин", сугерисала је да Дворкин заслужује номинацију за Нобелову награду за књижевност и пожалила се да "лажи о њеним ставовима о сексуалности (за које је веровала да је сношај био силовање) и њеним политичким савезима (да је била у кревету са десницом) објављивани су и поново објављивани без икаквог покушаја провере, док су деманти скоро увек одбацивани. Појава мушких писаца се сматра небитном или се негује као шармантна ексцентричност, Андреа је била вређана и исмевана и претворена у порнографију. Када је тужила за клевету, судови су порнографске лажи тривијализовали као фантазију и достојанствено их сматрали сатиром".
Други критичари, посебно жене које се идентификују као феминисткиње, али се оштро разликују од Дворкинових позиција и стратегија, понудиле су изнијансиране ставове, сугеришући да је Дворкинова скренула пажњу на стварна и важна питања, али да је њено наслеђе у целини било деструктивно за женски покрет. Њен рад и активизам на порнографији — посебно у облику Уредбе о грађанским правима против порнографије, су критиковане од стране либералних група као што је Феминистичка радна група против цензуре (Feminist Anti-Censorship Task Force - FACT).
Дворкин се такође суочила са критикама сексуално позитивних феминисткиња, у ономе што је постало познато као феминистички сексуални ратови касних 1970-их и 1980-их. Сексуални ратови су били серија жестоких дебата које су поларизирале феминистичку мисао о бројним питањима везаним за секс и сексуалност. Сексуално позитивни феминистички критичари критиковали су правни активизам Андрее Дворкин као цензорски и тврдили да њен рад на порнографији и сексуалности промовише есенцијалистички, конзервативни или репресивни поглед на сексуалност, који су често окарактеризирали као "анти-секс" или "сексуално негативан". За њене критике главног тока хетеросексуалног сексуалног изражавања, порнографије, проституције и садо-мазохизма често се тврдило да игнорише сопствену агенцију жена у сексу или да негира сексуалне изборе жена. Дворкин је тврдила да су њени критичари често погрешно представљали њене ставове и да под насловима "избор" и "сексуална позитива", њене феминистичке критичаре нису успеле да доведу у питање често насилне политичке структуре које су ограничавале избор жена и обликовале значење сексуалних чинова.
Извештаји Андрее Дворкин о насиљу које је претрпела од стране мушкараца понекад су изазивали скептицизам. Најпознатији пример је јавна полемика око њених навода да је дрогирана и силована у Паризу. Дворкин 1989. године написала је чланак о свом животу претучене жене у Холандији, "What Battery Really Is" ("Шта значи бити претучен"), као одговор на Сузан Браунмилер, која је тврдила да је Хеда Нусбаум, претучена супруга, требало да буде оптужена зато што није спречила Џоела Штајнберга да убије њихову усвојену ћерку. Newsweek је првобитно прихватио "Шта значи бити претучен" за објављивање, али је потом одбио да објави налог на захтев њиховог адвоката, према Дворкиновим речима, тврдећи да је она морала или да објави анонимно "да заштити идентитет насилника" и да уклони референце на конкретне повреде, или да обезбеди "медицинску документацију, полицијску документацију, писмену изјаву лекара који је видео повреде". Уместо тога, Дворкин је послала чланак Los Angeles Times, који га је објавио 12. децембра. март 1989.

## Одабрани цитати
Неке од најпознатијих изјава Андрее Дворкин:
- Феминисткиње се често питају да ли порнографија узрокује силовање. Чињеница је да су силовање и проституција проузроковали и наставили да проузрокују порнографију. Политички, културно, социјално, сексуално и економично, силовање и проституција генерише порнографију; и порнографија зависи од њеног континуираног постојања на силовању и проституцији жена.[101]
- Порнографија се користи у силовању - да планира, изврши, кореографира, изазива узбуђење да почини дело. (Андреа сведочила пред новинском адвокатском комисијом за порнографију 1986. године)[101]
- Кад смо ми жене, страх нам је познат као ваздух; то је наш елемент. Ми живимо у њему, удишемо га, издахнемо, и већину времена га чак и не приметимо. Уместо "плашим се", ми кажемо: "Не желим" или "Не знам како" или "не могу".[101]
- Сексизам је темељ на којем се гради сва тиранија. Сваки друштвени облик хијерархије и злоупотребе моделиран је над доминацијом мушкараца над женама.[101]
- Мушкарци који желе да подрже жене у нашој борби за слободу и правду треба да схвате да нама није изузетно важно да науче да плачу; за нас је важно да зауставе злочине насиља против нас.[101]

### Документарна литература

#### Самостални радови
- Woman Hating: A Radical Look at Sexuality (Мржња према жени), 1974.
- Our Blood: Prophecies and Discourses on Sexual Politics  (Наша крв: пророчанства и дискурси о сексуалној политици), 1976.
- Pornography: Men Possessing Women (Порнографија: Мушко поседовање жена), 1981.
- Right-Wing Women: The Politics of Domesticated Females (Десничарке: Политика припитомљених жена), 1983.
- Intercourse (Полни однос), 1987.
- Letters from a War Zone: Writings, 1976–1989  (Писма из ратног подручја: списи, 1976–1989), 1989.
- Life and Death: Unapologetic Writings on the Continuing War Against Women (Живот и смрт: неопростиви списи о наставку рата против жена), 1997.
- Scapegoat: The Jews, Israel, and Women's Liberation (Жртвено јагње: Јевреји, Израел и ослобођење жена), 2000.
- Heartbreak: The Political Memoir of a Feminist Militant (Слом срца: Политички мемоари феминистичке милитантке), 2002.

#### У коауторству/ко-уређивању са Кетрин А. Мекинон
- The Reasons Why: Essays on the New Civil Rights Law Recognizing Pornography as Sex Discrimination (Разлози зашто: Есеји о новом закону о грађанским правима који признаје порнографију као полну дискриминацију), 1985.

укључује:
Against the Male Flood: Censorship, Pornography, and Equality (Против мушке поплаве: цензура, порнографија и једнакост), Harvard Journal of Law & Gender, volume 8, pages 1–30. ПДФ
- Pornography and Civil Rights: A New Day for Women's Equality (Порнографија и грађанска права: Нови дан за равноправност жена), 1988. Доступно на мрежи.
- In Harm's Way: The Pornography Civil Rights Hearings, 1998.

#### Антологије
- Last Days at Hot Slit: The Radical Feminism of Andrea Dworkin (Последњи дани на Хот Слит-у: Радикални феминизам Андрее Дворкин), Фатеман, Џоана; 2019.

#### Поглавља у другим антологијама
- Lederer, Laura и Delgado, Richard, ур. (1995). Pornography happens to women (Порнографија се дешава женама): "The price we pay: the case against racist speech, hate propaganda, and pornography" ("Цена коју плаћамо: случај против расистичког говора, пропаганде мржње и порнографије"). Њујорк: Hill and Wang.
- Bell, Diane и Renate Klein, ур. (1996). Dworkin on Dworkin: "Radically Speaking: Feminism Reclaimed" (Радикално говорећи: обновљен феминизам). N. Melbourne, Vic., Australia: Spinifex. pp. 203–0217.[102]
- Jackson, Stevi; Scott, Sue, ур. (1996). Biological superiority: the world's most dangerous and deadly idea (Биолошка супериорност: најопаснија и најсмртоноснија идеја на свету): "Feminism and sexuality: a reader" ("Феминизам и сексуалност: читалац"). Њујорк: Columbia University Press. pp. 57–61
- Jackson, Stevi и Scott, Sue, ур. (1996). "Pornography" (Порнографија): "Feminism and sexuality: a reader" ("Феминизам и сексуалност: читалац"). New York: Columbia University Press. pp. 297–299.
- Morgan, Robin, ур. (2003). Landscape of the ordinary: violence against women (Пејзаж обичног: насиље над женама): "Sisterhood is forever: the women's anthology for a new millennium" ("Сестринство је заувек: женска антологија за нови миленијум"). New York: Washington Square Press. pp. 58–69.[103]

### Фикција
- Тhe new womans broken heart: short stories (Сломљено срце нове жене), 1980.
- Ice and fire: a novel (Лед и ватра: роман) 1986.
- Mercy (Милосрђе), 1991.

### Поезија
- Child (Дете), 1966.
- Morning hair (Јутарња коса), 1967.

### Чланци
- Marx and Gandhi were liberals: feminism and the "radical" left. East Palo Alto, CA: Frog in the Well. 1977. OCLC 6189987.
- Why so-called radical men love and need pornography. East Palo Alto, CA: Frog in the Well. 1978. OCLC 8309555.
- „Against the male flood: censorship, pornography, and equality”. Harvard Journal of Law & Gender. 8: 1—30. пролеће 1985. Pdf
- Pornography is a Civil Rights Issue for Women. Minneapolis, MN: Organizing Against Pornography. 1986. OCLC 18843030. Страна 1 од 4 Страна 2 од 4. Страна 3 од 4 Страна 4 од 4
- „Pornography is a civil rights issue for women”. No Status Quo. Nikki Craft. 1986. Pdf. Страна 1 од 2 Страна 2 од 2
- „The ACLU: bait and switch”. Yale Journal of Law and Feminism. 1 (1): 37—40. пролеће 1989. Pdf
- „Prostitution and male supremacy”. Michigan Journal of Gender and Law. 1: 1—12. 1993. Страна 1 од 2. Страна 2 од 2
- Are you listening, Hillary? President Rape is who he is. 1999.
- Excerpt with Note from John Stoltenberg, 25. мај, 2007.
- „A good rape”. New Statesman. 30. 6. 2003. Архивирано из оригинала 04. 10. 2018. г. A review of Lucky, by Alice Sebold. Sebold, Alice (4. 8. 1999). Lucky. Scribner. ISBN 978-0684857824.
- „Out of the closet”. New Statesman. 22. 9. 2003. Архивирано из оригинала 01. 01. 2017. г. A review of Normal: transsexual CEOs, cross-dressing cops and hermaphrodites with attitude, by Amy Bloom. Bloom, Amy (2003). Normal: Transsexual CEOs, Crossdressing Cops and Hermaphrodites with Attitude. Bloomsbury. ISBN 978-0747564560.
- „The day I was drugged and raped”. New Statesman. 4. 3. 2013.

### Говори
- Зашто мушкарци толико воле порнографију и проституцију Андреа Дворкин уводно обраћање на Међународној конференцији о трговини људима, 1989. (Аудио фајл: 22 мин, 128 кбит/с, мп3)
- Сведочење Андрее Дворкин Комисији државног тужиоца за порнографију и проституцију
- Насиље, злостављање и женско грађанство Брајтон, УК, 10. новембра 1996. године
- „Слобода сада: окончање насиља над женама“
- „Говор на Универзитету Дјук, јануар 1985.“

### Снимци
- Снимљени телефонски интервју са Андреом Дворкин који је интервјуисала Ники Крафт о Алену Гинсбергу, 9. маја 1990. године (Аудио фајл, 20 мин, 128 кбит/с, мп3)
- Дворкин о Дворкину, в. 1980.[102]

### Коментари
- Лед и ватра, Андреа Дворкин; Сексуални однос, Андреа Дворкин. „Мушко и женско, мушкарци и жене“, рецензирала  Carol Sternhell за The New York Times (3. мај 1987).
- Сексуални однос, Андреа Дворкин; Феминисм Унмодифиед, Цатхарине МацКиннон. „Порнографија у САД, први део“, рецензирала Maureen Mullarkey за The Nation (30. мај 1987.)
- Intercourse, by Andrea Dworkin (Tenth Anniversary Edition 1997) на сајту  (архивирано април 2, 2003) , рецензирала Giney Villa за Women in Action (3:1998)
- Pornography: Men Possessing Women. "Unburning a Witch: Re-Reading Andrea Dworkin" на сајту  (архивирано март 6, 2005) , рецензирао Jed Brandt за NYC Indypendent (7. фебруар 2005.)